# Агариста
Агариста (лат. Agarista) — род кустарников семейства Вересковые. Число видов — около 50.
Вечнозелёные кустарники из Южной Америки; несколько видов встречаются также в США и на острове Маврикий.

## Виды
По информации базы данных The Plant List (2013), род включает 31 вид:
- Agarista albiflora (B.Fedtsch. & Basil.) Judd
- Agarista angustissima Taub.
- Agarista boliviensis (Sleumer) Judd
- Agarista bracamorensis (Kunth) G.Don
- Agarista chapadensis (Kin.-Gouv.) Judd
- Agarista chlorantha G.Don
- Agarista coriifolia (Thunb.) Hook. ex Nied.
- Agarista duartei (Sleumer) Judd
- Agarista duckei (Huber) Judd
- Agarista ericoides Taub.
- Agarista eucalyptoides (Cham. & Schltdl.) G.Don
- Agarista glaberrima (Sleumer) Judd
- Agarista hispidula (DC.) Hook. ex Nied.
- Agarista mexicana (Hemsl.) Judd
- Agarista minensis (Glaz. ex Sleumer) Judd
- Agarista niederleinii (Sleumer) Judd
- Agarista nummularia (Cham.) G.Don
- Agarista oleifolia (Cham.) G.Don
- Agarista organensis (Gardner) Hook. ex Nied.
- Agarista paraguayensis (Sleumer) Judd
- Agarista populifolia (Lam.) Judd
- Agarista pulchella G.Don
- Agarista pulchra G.Don
- Agarista revoluta (Spreng.) Hook. ex Nied.
- Agarista salicifolia (Lam.) G.Don
- Agarista sleumeri Judd
- Agarista subcordata (Dunal) Judd
- Agarista subrotunda G.Don
- Agarista uleana (Sleumer) Judd
- Agarista villarrealana L.M.González
- Agarista virgata Judd

## Интересные факты

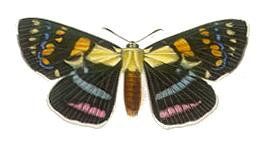
Эта моль относится к роду Agarista, но это не тот род Agarista, который входит в семейство Вересковые

Agarista — научное название не только рода цветковых растений из семейства Вересковые (Ericaceae), но и рода молей из семейства Совки, или Ночницы (Noctuidae) порядка Чешуекрылые (Lepidoptera). Поскольку ботанический род Agarista находится в юрисдикции Международного кодекса ботанической номенклатуры, а зоологический род Agarista — в юрисдикции Международного кодекса зоологической номенклатуры, эти названия не являются таксономическими омонимами и к ним не должна применяться процедура устранения омонимии.